# التواصل مع ذكاء خارج الأرض

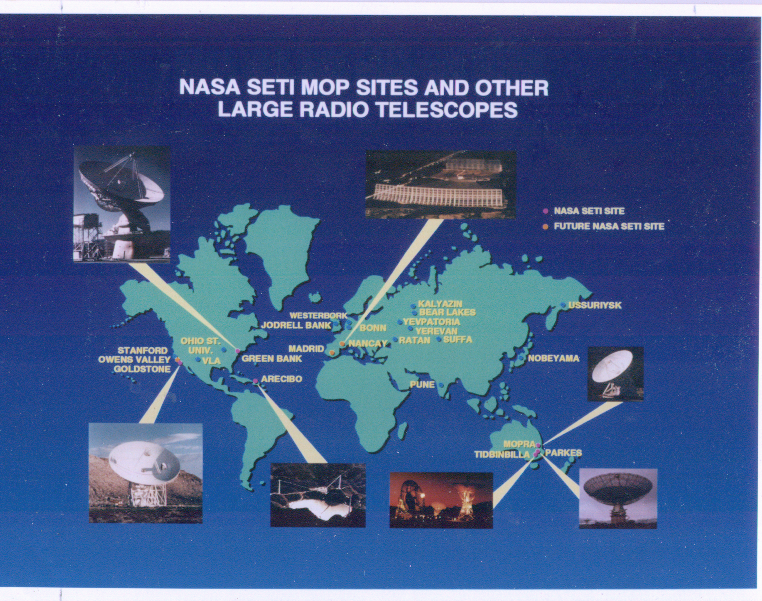
ناسا إس إي تـي آي (البحث عن ذكاء خارج الأرض) مواقع مراقبة المشروع

تواصل مع الذكاء خارج الأرض (CETI) هو فرع من البحث عن ذكاء خارج كوكب الأرض (SETI) يركز على تأليف وفك رموز الرسائل بين النجوم التي يمكن أن تفهمها نظريًا حضارة تكنولوجية أخرى. كانت تجربة CETI الأكثر شهرة من نوعها هي رسالة أريسيبو لعام 1974 التي كتبها فرانك دريك.      
هناك العديد من المنظمات المستقلة والأفراد المشاركين في أبحاث (سـي إي تـي آي). لا ينبغي اعتبار التطبيق العام للاختصارات (سـي إي تـي آي) و (إس إي تـي آي) (البحث عن ذكاء خارج الأرض) في هذه المقالة على أنه يشير إلى أي منظمة معينة مثل معهد (إس إي تـي آي).
ركزت أبحاث (سـي إي تـي آي) على أربعة مجالات واسعة: اللغات الرياضية، والأنظمة التصويرية مثل رسالة أريسيبو، وأنظمة الاتصالات الحسابية (إي سـي إي تـي آي)، والأساليب الحسابية لاكتشاف وفك تشفير الاتصال اللغوي «الطبيعي». لا يزال هناك العديد من أنظمة الكتابة غير المفككة في الاتصالات البشرية، مثل  النظام الخطي أ، التي اكتشفها علماء الآثار. يجري توجيه الكثير من الجهود البحثية إلى كيفية التغلب على مشكلات مماثلة لفك التشفير والتي تنشأ في العديد من سيناريوهات الاتصال بين الكواكب.
في 13 فبراير 2015، ناقش العلماء (بما في ذلك دوغلاس فاكوتش، وديفيد جرينسبون، وسيث شوستاك، وديفيد برين) في اجتماع سنوي للجمعية الأمريكية لتقدم العلوم، (إس إي تـي آي) النشط وما إذا كان نقل رسالة إلى كائنات ذكية محتملة خارج كوكب الأرض في الكون يعد فكرة جيدة. في الأسبوع نفسه، أُصدر بيان، وقَّعه الكثيرون في مجتمع (إس إي تـي آي)، مفاده أنه «يجب إجراء مناقشة علمية وسياسية وإنسانية عالمية قبل إرسال أي رسالة». في 28 مارس 2015، كتب سيث شوستاك مقالًا ذا صلة ونُشر في صحيفة نيويورك تايمز.
في يونيو 2020، أبلغ علماء الفلك من جامعة نوتنغهام عن احتمال وجود أكثر من 30 «حضارة ذكية متصلة بالتواصل» (لا شيء في حدود قدرتنا الحالية على الكشف لأسباب مختلفة بما في ذلك المسافة أو الحجم) في مجرتنا درب التبانة، استنادًا إلى أحدث المعلومات الفيزيائية الفلكية.

## التاريخ
في القرن التاسع عشر، تكهنت العديد من الكتب والمقالات حول السكان المحتملين للكواكب الأخرى. يعتقد الكثير من الناس أن الكائنات الذكية قد تعيش على القمر والمريخ و / أو الزهرة. نظرًا إلى أن السفر إلى كواكب أخرى لم يكن ممكنًا في ذلك الوقت، اقترح بعض الناس طرقًا للإشارة إلى كائنات فضائية حتى قبل اكتشاف الراديو. غالبًا ما يُنسب إلى كارل فريدريش جاوس اقتراحه عام 1820 بأن مثلثًا عملاقًا وثلاثة مربعات، فيثاغورس، يمكن رسمها على التندرا السيبيرية. كانت الخطوط العريضة للأشكال عبارة عن شرائط بعرض عشرة أميال من غابات الصنوبر، في حين أن الأجزاء الداخلية يمكن ملؤها بالجاودار أو القمح. قُدّم رسم توضيحي لنظرية فيثاغورس، التي اقتُرحت لتكون إشارة للكائنات الفضائية. مجموع مربعين ضلعاهما الساقان (الأزرق والأحمر) يساوي مساحة المربع الذي يكون ضلعه هو الوتر (أرجواني). اقترح جوزيف يوهان ليترو في عام 1819 استخدام الصحراء كنوع من السبورة. يمكن أن تحدد الخنادق العملاقة التي يبلغ عرضها عدة مئات من الأمتار أشكالًا بعرض عشرين ميلًا. ثم تمتلئ الخنادق بالماء، وبعد ذلك يمكن سكب ما يكفي من الكيروسين فوق الماء ليحترق لمدة ست ساعات. باستخدام هذه الطريقة، يمكن إرسال إشارة مختلفة كل ليلة.

رسم توضيحي لنظرية فيثاغورس ، التي تم اقتراحها لتكون إشارة للكائنات الفضائية. مجموع مربعين ضلعيهما الساقين (الأزرق والأحمر) يساوي مساحة المربع الذي يكون ضلعه هو الوتر (أرجواني)

في غضون ذلك، كان علماء فلك آخرون يبحثون عن علامات الحياة على الكواكب الأخرى. في عام 1822، اعتقد فرانز فون جرويثوزين أنه رأى مدينة عملاقة ودليلًا على الزراعة على القمر، لكن علماء الفلك الذين استخدموا أدوات أكثر قوة دحضوا ادعاءاته. يعتقد جرويثوزين أيضًا أنه رأى دليلًا على الحياة على كوكب الزهرة. كان ضوء أشين قد لوحظ سابقًا على الجانب المظلم من كوكب الزهرة، وافترض أن سبب ذلك هو مهرجان النار العظيم الذي أقامه السكان للاحتفال بإمبراطورهم الجديد. في وقت لاحق، راجع موقفه، مشيرًا إلى أن الزهرة يمكن أن يحرقوا غاباتهم المطيرة لبناء المزيد من الأراضي الزراعية.
بحلول أواخر القرن التاسع عشر، تلاشت إمكانية الحياة على سطح القمر. اعتقد علماء الفلك في ذلك الوقت بفرضية كانط لابلاس، التي تنص على أن الكواكب الأبعد عن الشمس هي الأقدم - لذلك كان من المرجح أن يكون للمريخ حضارات متقدمة أكثر من كوكب الزهرة. ركزت التحقيقات اللاحقة على الاتصال بالمريخ. في عام 1877، أعلن جيوفاني شياباريللي أنه اكتشف «كانالي» ("channels" باللغة الإيطالية، والتي تحدث بشكل طبيعي، وجرت ترجمتها بشكل خاطئ على أنها "canals"، وهي اصطناعية) على سطح المريخ. تبع ذلك ثلاثون عامًا من الحماس حول إمكانية الحياة على المريخ. في النهاية، أثبتت قنوات المريخ أنها وهمية.
كان المخترع تشارلز كروس مقتنعًا بأن نقاط الضوء التي لوحظت على المريخ والزهرة هي أضواء المدن الكبيرة. لقد أمضى سنوات من حياته في محاولة للحصول على تمويل لمرآة عملاقة للإشارة إلى سكان المريخ. سوف تركز المرآة على صحراء المريخ، حيث يمكن استخدام ضوء الشمس المنعكس الشديد لحرق الأشكال في رمال المريخ.
ذكر المخترع نيكولا تيسلا عدة مرات خلال مسيرته أنه يعتقد أن اختراعاته مثل ملف تسلا، المستخدم في دور «مستقبل الرنين»، يمكن استخدامه للتواصل مع الكواكب الأخرى، وأنه حتى لاحظ إشارات متكررة لما يعتقد أنه اتصالات لاسلكية خارج الأرض قادمة من كوكب الزهرة أو المريخ في عام 1899. ومع ذلك، تبين أن هذه «الإشارات» هي إشعاع أرضي.
نحو عام 1900، أُنشئت جائزة جوزمان؛ إذ يحصل أول شخص يقوم بإنشاء اتصال بين الكواكب على 100000 فرنك، بموجب شرط واحد، استبعاد المريخ لأن مدام جوزمان اعتقدت أن التواصل مع المريخ سيكون من السهل جدًا استحقاقه جائزة.

## رسائل مصورة

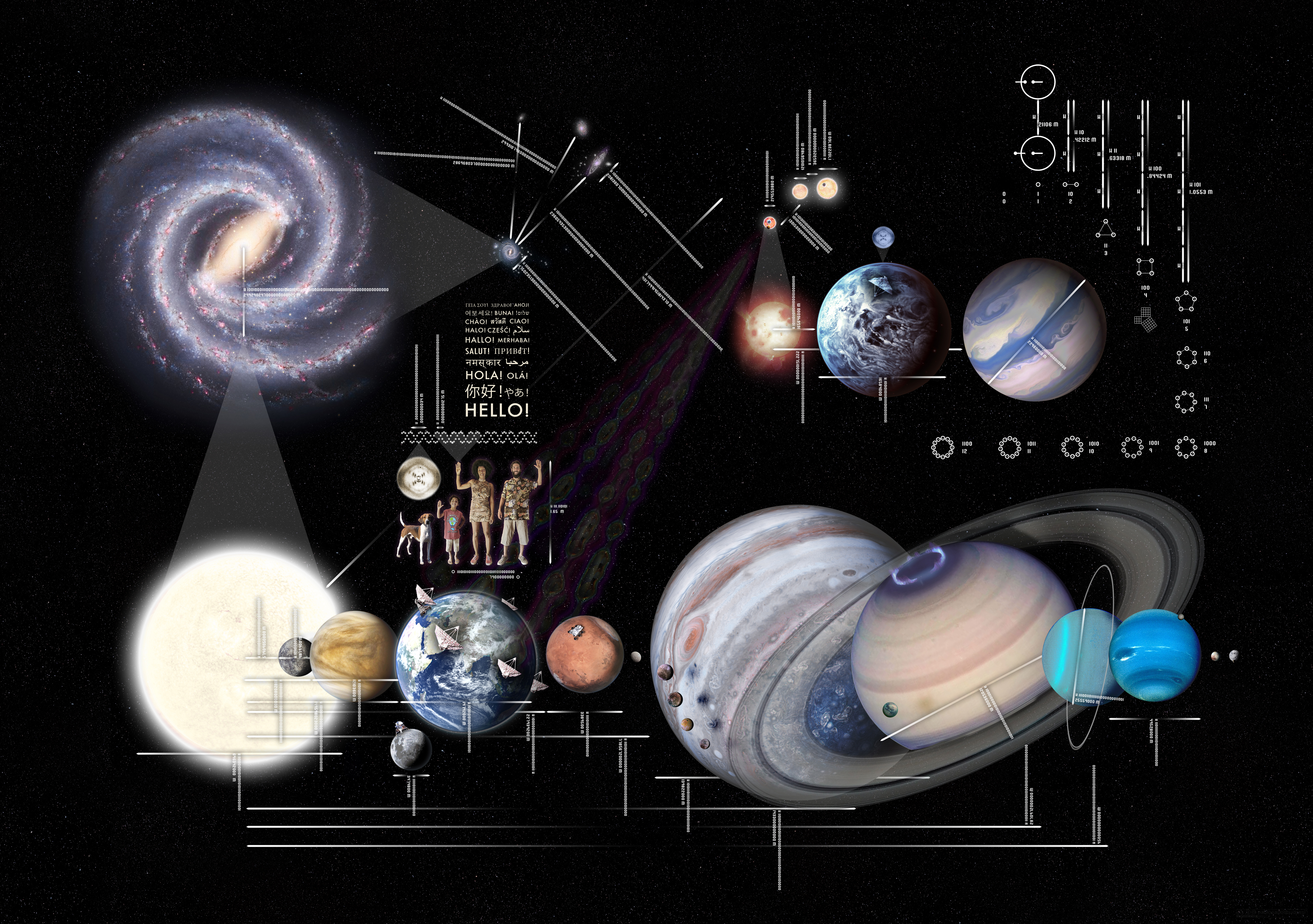
مثال على رسالة مصورة عالية الدقة إلى إي تي آي محتمل في بروكسيما سينتاوري..

تسعى أنظمة الاتصالات التصويرية إلى وصف المفاهيم الرياضية أو الفيزيائية الأساسية عبر الرسوم البيانية المبسطة المرسلة كصور نقطية. تفترض هذه الرسائل بالضرورة أن المستلم لديه قدرات بصرية متشابهة ويمكنه فهم الرياضيات والهندسة الأساسية. يتمثل النقد الشائع للأنظمة التصويرية في أنها تفترض فهمًا مشتركًا للأشكال الخاصة، وهو ما قد لا يكون الحال مع الأنواع ذات الرؤية المختلفة إلى حد كبير، وبالتالي فهي طريقة مختلفة لتفسير المعلومات المرئية. على سبيل المثال، السهم الذي يمثل حركة بعض الأشياء قد يساء تفسيره على أنه إطلاق نار.